# Reichartshausen
Reichartshausen – miejscowość i gmina w Niemczech, w kraju związkowym Badenia-Wirtembergia, w rejencji Karlsruhe, w regionie Rhein-Neckar, w powiecie Rhein-Neckar, wchodzi w skład związku gmin Waibstadt. Leży ok. 20 km na południowy wschód od Heidelbergu.

## Współpraca
Miejscowość partnerska:
- Neudorf/Spree – dzielnica Guttau, Saksonia